# Liestal
Liestal Svájc egyik városa, Basel-Landschaft kanton és Liestal kerület székhelye. Lakossága 2014-ben 14 002 fő volt, többségük anyanyelve a német svájci dialektusa.

## Története

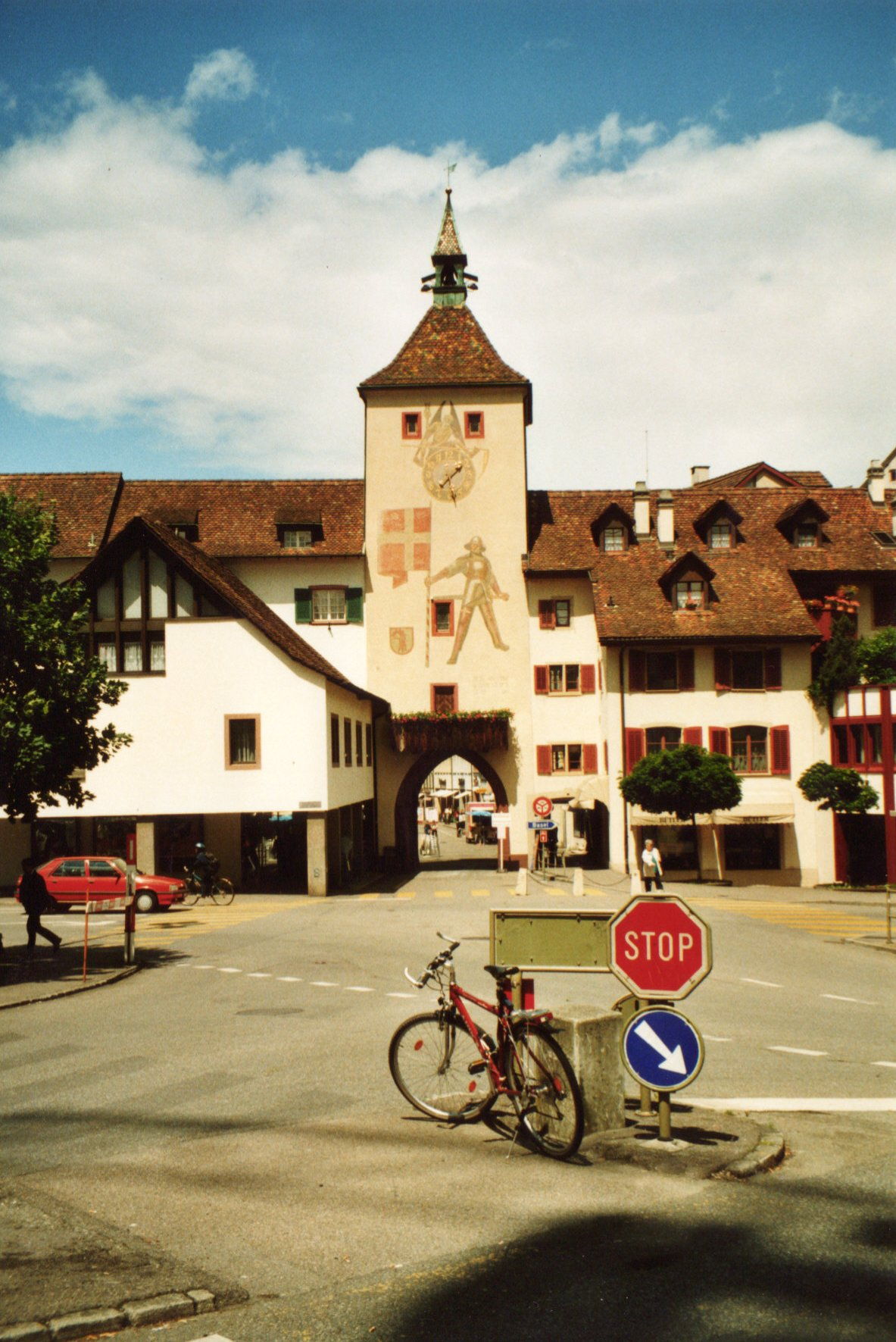
Az Obertor

Liestalt először 1225-ben említik, de a település legalább a római idők óta lakott volt. Jelentőségét az adta, hogy a Rajna első hídja (Bázelnél) és a Szent Gotthárd-hágó közötti út mentén helyezkedik el. 
1476-77-ben a város a svájci kantonok oldalán részt vett a Merész Károly elleni burgundi háborúban. 1501-ben Liestal csatlakozott az Ósvájci Konföderációhoz, ami folyamatos súrlódásokat okozott a szomszédos, Habsburg-kézen maradt várossal, Rheinfelddel. 
A 17. században Liestal támogatta a Bázel városa ellen fellázadt parasztok ügyét, ezért a bázeliek megszállták. A felkelés három vezérét Bázelben lefejezték. 
1789 a város üdvözölte a francia forradalmat és 1797-ben lelkesen ünnepelték a településen átutazó Napóleont. Az 1830-as párizsi júliusi forradalom hatására Svájcban is tüntetések kezdődtek. A Bázel városához tartozó vidéki körzetek fellázadtak, politikai jogokat és egyenlőséget követelve. A felkelés Liestalt tette meg központjává, és miután 1832-ben sikeresen elszakadtak Bázeltől, az új félkanton székhelyévé.

## Elhelyezkedése

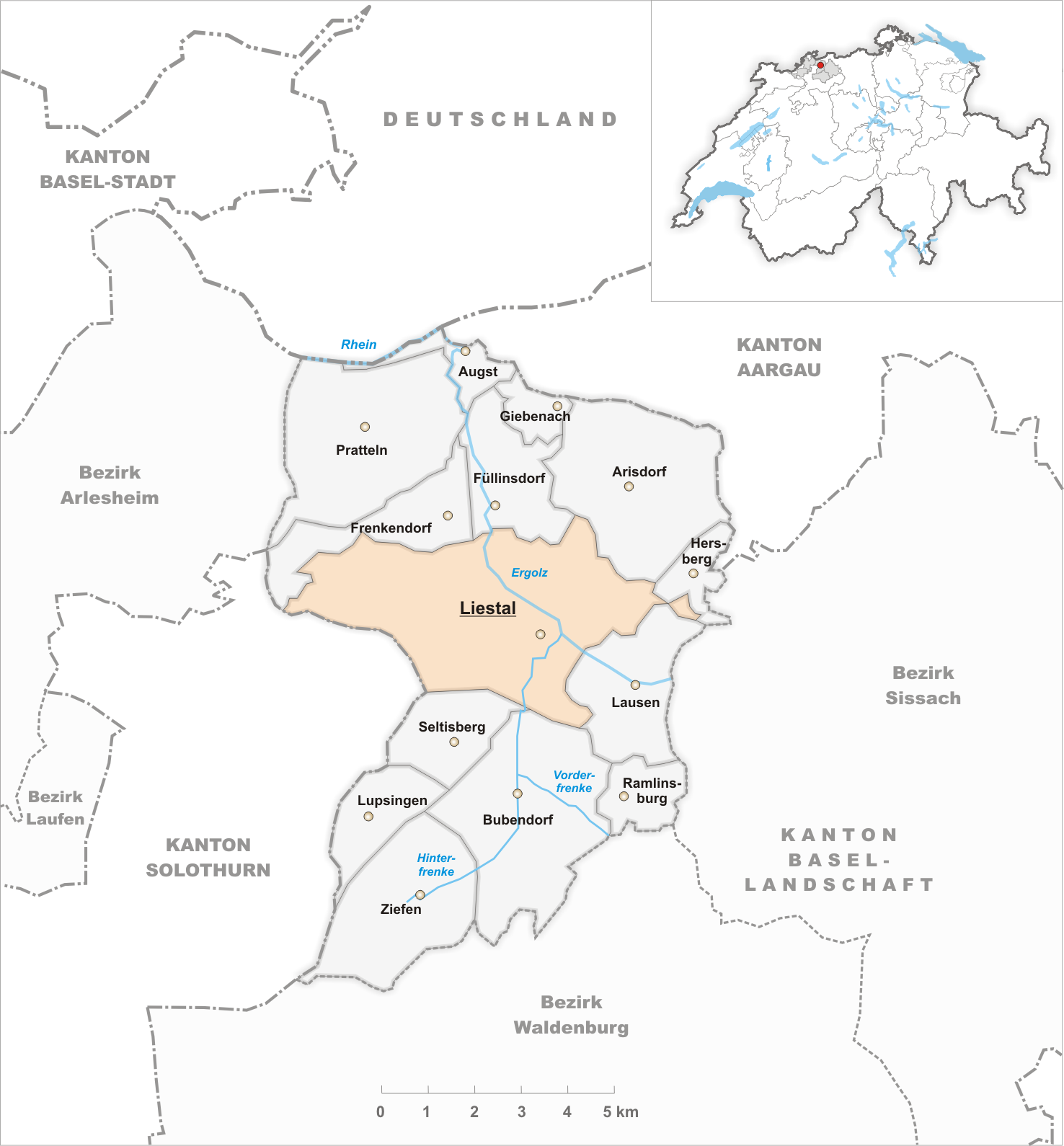
Liestal elhelyezkedése

A liestali önkormányzathoz 18,19 km² tartozik, amelyből 16,4% mezőgazdaságilag hasznosított, 58,7% erdő, a többi pedig maga a város területe. 
A városon folyik át délkeletről észak felé az Ergolz, a Rajna mellékfolyója. Liestalon át futnak az Ergolzba a Frenke, Orisbach és Rösernbach patakok. A környező községek (északról kezdve, az óramutató járásának megfelelően): Füllinsdorf, Arisdorf, Hersberg, Lausen, Bubendorf, Seltisberg, Nuglar-St. Pantaleon (Solothurn kantonban), Frenkendorf.

## Lakossága

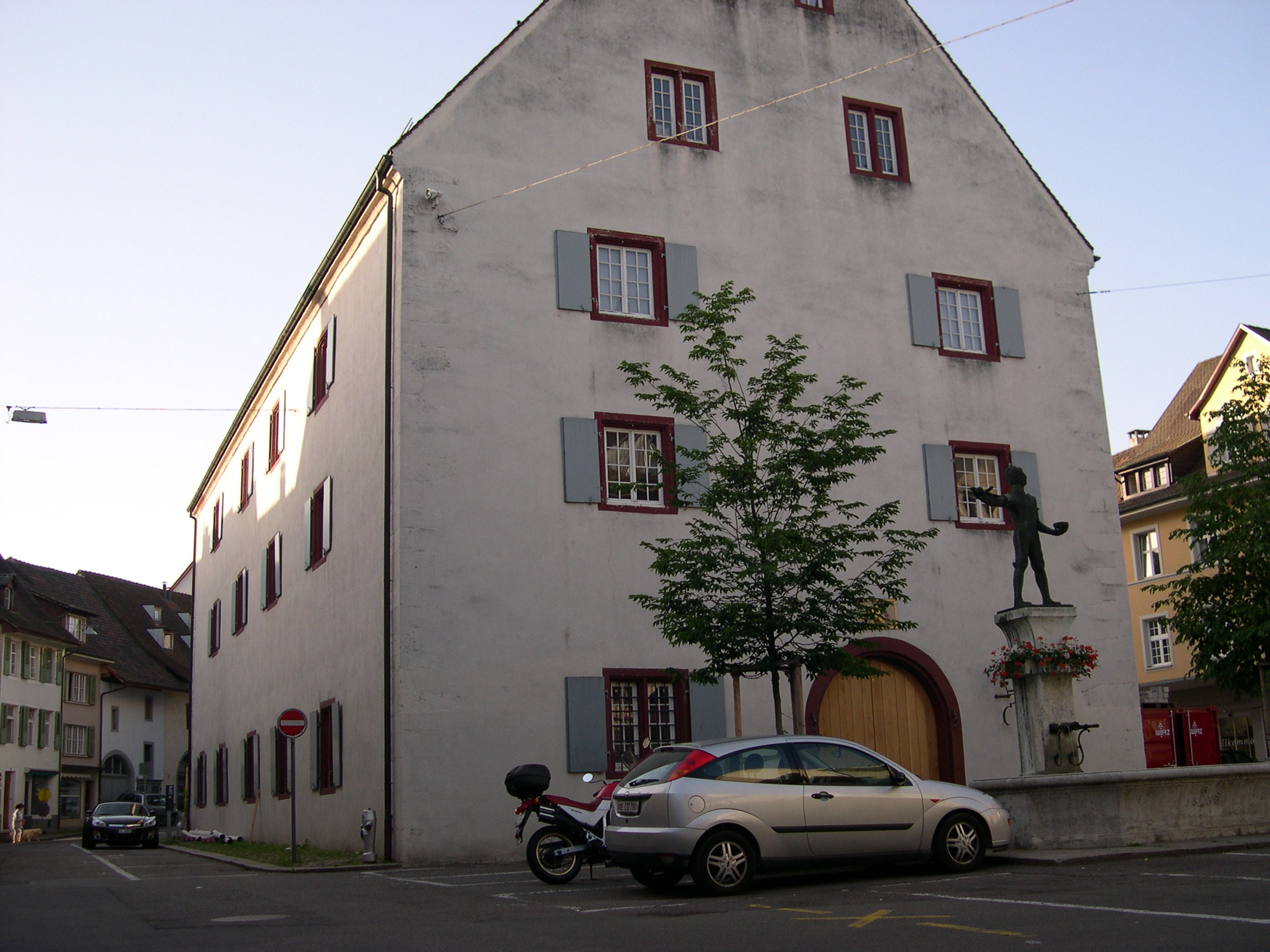
A kantonmúzeum

A 2014 júniusi adatok szerint Liestalban 14 002-en éltek. 2008-ban a lakosok 23,8%-a volt külföldi állampolgár. 1997–2007 között a népesség 7,7%-kal nőtt.
A lakosok 83,2%-a német anyanyelvű, míg 5,1% olaszul, 2,1% pedig szerb-horvátul beszél. 
A liestaliak 28,2%-a római katolikus, 43,5%-a evangélikus, 261-en (2%) ortodox kereszténynek, 421-en egyéb kereszténynek, 119-en hindunak, 31-en buddhistának, 8-an pedig zsidónak vallották magukat. Az ateisták aránya 12,71%, 3,5% pedig nem válaszolt a kérdésre. 
2000-ben a lakosok 25,2%-a volt liestali születésű, 20,5% a kantonban született, 26,3% Svájc egyéb kantonjaiban, 24,2% pedig külföldről származott. Ugyanezen felmérés szerint a városban 5450 háztartás volt, átlagosan 2,2 fővel. Ezekből 1 935 volt egyszemélyes, 322 pedig öt vagy több személyes háztartás. A 2479 lakóépület közül 1470-ben egy család, 474-ben pedig több család élt (a többi vegyes, nemcsak lakáscélú épület volt)

## Látnivalók
A svájci nemzeti és regionális kulturális javak regiszterében Liestalból 28 tétel található, köztük a Basel-Landschafti régészeti kiállítás, a Frenkenbrücke híd, a Munzach a római kori villa romjaival, a római vízvezeték, a kantoni levéltár, a régi városháza vagy a középkori Obertor torony.
Húshagyókedd utáni vasárnap este a liestaliak égő fáklyákkal (Chienbäse) vonulnak végig a belvároson és városszerte máglyákat gyújtanak.

## Gazdaság

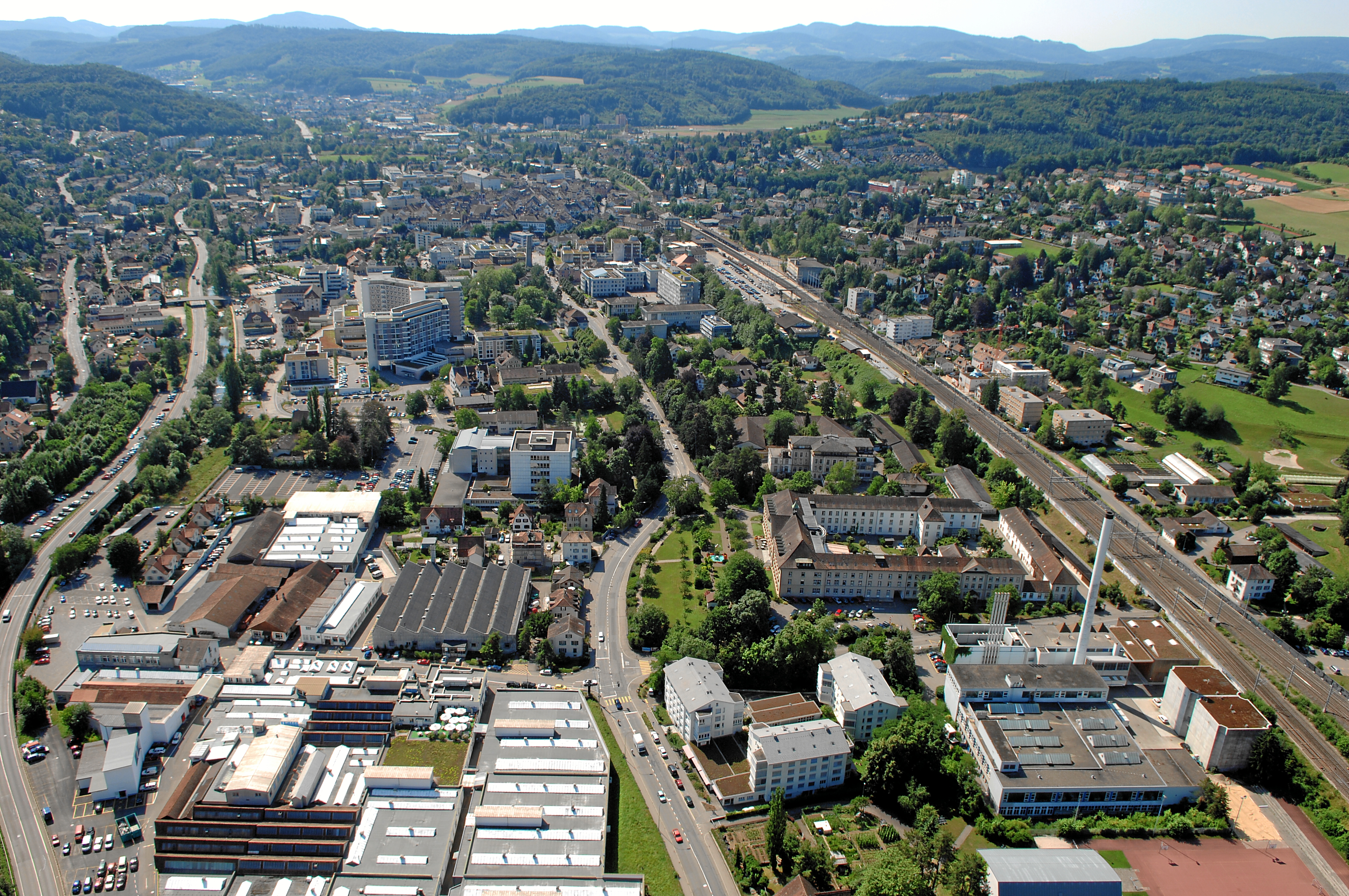
Liestal madártávlatból

2007-ben a liestali munkanélküliségi ráta 2,75% volt. 2008-ban 50-en dolgoztak az elsődleges (kitermelő) szektorban, 2204-en a másodlagos (feldolgozó), 8667-en pedig a harmadlagos (szolgáltató) szektorban. Utóbbi elsősorban egészségügyi, pénzügyi, oktatási, kereskedelmi, autószerelői, szállásadói állásokat jelent. A munkába járók 25,8%-a a tömegközlekedést, 35,7%-a pedig saját autóját használta. 

## A város szülöttei
- Abel Seyler (1730–1800), 18. századi színigazgató, a német színház fő támogatója
- Carl Spitteler (1845–1924), Nobel-díjas költő
- Philipp Degen (sz. 1983), labdarúgó

Bohuslav Martinů cseh zeneszerző Liestalban halt meg 1959. augusztus 28-án. 

## Testvérvárosok
- Onex, Svájc
- Sacramento, Egyesült Államok
- Waldkirch, Németország

## Fordítás
- Ez a szócikk részben vagy egészben  a   Liestal című angol Wikipédia-szócikk ezen változatának fordításán alapul.  Az eredeti cikk szerkesztőit annak laptörténete sorolja fel. Ez a jelzés csupán a megfogalmazás eredetét és a szerzői jogokat jelzi, nem szolgál a cikkben szereplő információk forrásmegjelöléseként.